# Душистый колосок
Души́стый колосо́к, пахучеколо́сник, душистоколо́сник, желтоцветник, желтостебельник (лат. Anthoxánthum) — род растений семейства Злаки (Poaceae).
Название происходит от греч. anthos — цветок и xanthos — жёлтый, из-за желтоватой окраски метёлки.

## Ботаническое описание

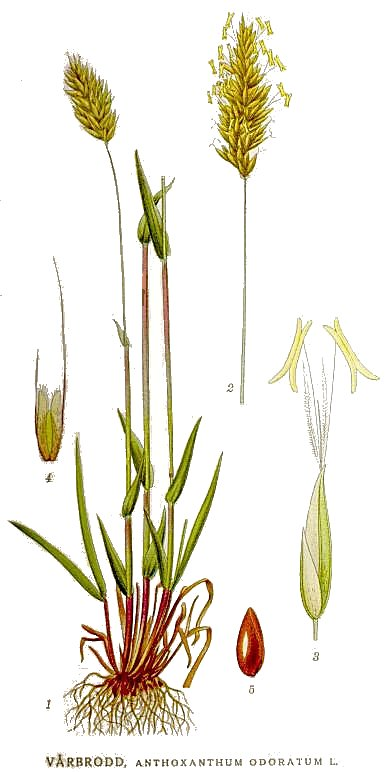
Душистый колосок обыкновенный.

Многолетние, реже однолетние луговые растения высотой 10—70 см.
Стебель обычно прямостоячий, голый, гладкий.
Листовая пластинка линейная или линейно-ланцетная, шириной 2—8 мм, плоская.
Соцветие — густая колосовидная метёлка длиной 1,5—7 см и шириной 0,7—1,5 см.
Плод — зерновка длиной 1,3—2,5 мм, с небольшим продолговатым рубчиком.

## Распространение и экология
Представители рода произрастают почти во всех внетропических районах Евразии и Африки, в тропических районах Африки и Юго-Восточной Азии встречаются в высокогорных районах. Как заносное растёт во многих других странах.

## Значение и применение
Кормовое значение видов этого рода невелико, как из-за присутствия в нём кумаринов, так и из-за небольших размеров.
- Душистый колосок обыкновенный (Anthoxanthum odoratum) иногда включают в травяные смеси для сеяных лугов.
- Душистый колосок горький (Anthoxanthum amarum) используется как грунтозакрепитель на чайных и других плантациях.

## Классификация

### Таксономия
Род Душистый колосок входит в трибу Poeae подсемейства Мятликовые (Pooideae) семейства Злаки (Poaceae) порядка Злакоцветные (Poales)
|  |                                      |  |                                                             |                                                             |                 |  | ещё 17 семейств (согласно Системе APG II) | ещё 17 семейств (согласно Системе APG II) |                         |  |  |  | ещё 13 триб         | ещё 13 триб          |                           |  |  |  |  |
|  |                                      |  |                                                             |                                                             |                 |  | ещё 17 семейств (согласно Системе APG II) | ещё 17 семейств (согласно Системе APG II) |                         |  |  |  | ещё 13 триб         | ещё 13 триб          | более 10 видов и подвидов |  |  |  |  |
|  |                                      |  |                                                             | порядок Злакоцветные                                        |                 |  |                                           |                                           | подсемейство Мятликовые |  |  |  |                     | род Душистый колосок |                           |  |  |  |  |
|  |                                      |  |                                                             | порядок Злакоцветные                                        |                 |  |                                           |                                           | подсемейство Мятликовые |  |  |  |                     | род Душистый колосок |                           |  |  |  |  |
|  | отдел Цветковые, или Покрытосеменные |  |                                                             |                                                             | семейство Злаки |  |                                           |                                           | триба Poeae             |  |  |  |                     |                      |                           |  |  |  |  |
|  | отдел Цветковые, или Покрытосеменные |  |                                                             |                                                             |                 |  |                                           |                                           |                         |  |  |  |                     |                      |                           |  |  |  |  |
|  |                                      |  | ещё 44 порядка цветковых растений (согласно Системе APG II) | ещё 44 порядка цветковых растений (согласно Системе APG II) |                 |  |                                           | еще 6 подсемейств                         | еще 6 подсемейств       |  |  |  | ещё около 120 родов | ещё около 120 родов  |                           |  |  |  |  |
|  |                                      |  |                                                             | ещё 44 порядка цветковых растений (согласно Системе APG II) |                 |  |                                           |                                           | еще 6 подсемейств       |  |  |  |                     | ещё около 120 родов  |                           |  |  |  |  |

### Виды
По информации базы данных The Plant List, род включает 17 видов:
- Anthoxanthum aborii S.K.Jain & Pal
- Anthoxanthum aethiopicum I.Hedberg
- Anthoxanthum amarum Brot. — Душистый колосок горький, или Пахучеколосник горький
- Anthoxanthum aristatum Boiss. — Душистый колосок остистый, или Пахучеколосник остистый
- Anthoxanthum dregeanum (Trin.) Stapf
- Anthoxanthum ecklonii (Nees ex Trin.) Stapf
- Anthoxanthum gracile Biv.
- Anthoxanthum hookeri (Griseb.) Rendle — Душистый колосок Гукера
- Anthoxanthum horsfieldii (Benn.) Reeder
- Anthoxanthum japonicum (Maxim.) Hack. ex Matsumura
- Anthoxanthum madagascariense Stapf
- Anthoxanthum nivale K.Schum.
- Anthoxanthum odoratum L. typus[2] — Душистый колосок обыкновенный, или Пахучеколосник душистый
- Anthoxanthum ovatum Lag.
- Anthoxanthum pallidum (Hand.-Mazz.) Tzvelev
- Anthoxanthum sikkimense (Maxim.) Ohwi
- Anthoxanthum tongo (Trin.) Stapf